# Kenny Brokenburr
Kenneth « Kenny » Brokenburr (né le 29 octobre 1968 à Winter Haven) est un athlète américain spécialiste du 100 mètres et du 200 mètres. 

## Carrière

### Palmarès
| Date | Compétition           | Lieu           | Résultat | Performance           |         |
| ---- | --------------------- | -------------- | -------- | --------------------- | ------- |
| 2000 | Jeux olympiques d'été | Australie      | 1er      | Relais 4 × 100 mètres | 37 s 61 |
| 2003 | Jeux panaméricains    | Saint-Domingue | 1er      | 200 mètres            | 20 s 42 |
| 2003 | Jeux panaméricains    | Saint-Domingue | —        | Relais 4 × 100 mètres | DSQ     |

### Records
| Épreuve    | Performance | Lieu         | Date          |
| ---------- | ----------- | ------------ | ------------- |
| 100 mètres | 10 s 04     | Indianapolis | 12 juin 1997  |
| 200 mètres | 20 s 04     | Walnut       | 16 avril 2000 |